# South Houston
South Houston är en ort i Harris County i Texas. Vid 2010 års folkräkning hade South Houston 16 983 invånare.